# Дынник-Соколова, Валентина Александровна
Валентина Александровна Дынник-Соколова (1898, Киев — 1979, Москва) — советская переводчица и литературовед, член Союза писателей СССР. Основные её исследования посвящены истории французской литературы.

## Биография
Родилась 20 марта (1 апреля по новому стилю) 1898 года в Киеве в семье адвоката. Брат — историк философии М. А. Дынник.
В 1920 году окончила историко-филологический факультет Киевского университета, через два года переехала в Москву. В том же году впервые были напечатаны переводы Дынник (Э. Верхарна, Ш. Бодлера и П. Верлена).
Участвовала в создании издания «Литературная энциклопедия: Словарь литературных терминов», выпущенного в 1925 году.
В середине 1920-х годов посещала объединение «Никитинские субботники» и входила в состав литературной группы «Перевал», активно печатаясь в близком к «Перевалу» журнале «Красная новь».
Автор вступительной статьи и переводов трети рассказов для трёхтомного собрания сочинений Ги де Мопассана, выпущенного под редакцией И. Бабеля в 1926—1927 годах.
Летом 1926 и 1927 годов в качестве научного сотрудника ГАХН участвовала в фольклорных экспедициях по Русскому Северу, которые возглавляли её супруг Ю. М. Соколов и его брат Б. М. Соколов.
В 1928—1929 годах жила в Париже, где занималась анализом рукописей Анатоля Франса. В 1934 году выпустила книгу об этом писателе.
В 1941 году была опубликована статья Дынник «„Слово о полку Игореве“ и „Песнь о Роланде“», где рассматривался вопрос о сходстве древнерусского сочинения XII века с произведениями западноевропейской средневековой поэзии. 31 мая 1951 года она прочитала доклад «О жанре „Слова о полку Игореве“» в постоянной Комиссии Союза писателей СССР.
В 1940-х годах занималась переводами осетинских нартских сказаний, выпущенных в виде трёх изданий, последнее из которых — «Нартские сказания. Осетинский народный эпос» (1949) — наиболее полное. По оценке этнографа Л. К. Гостиевой эти переводы были «первой значительной попыткой познакомить русского читателя с нартовской поэзией».
После Великой Отечественной войны преподавала в Литературном институте им. А. М. Горького, профессор и заведующий кафедрой зарубежной литературы.
Была одним из составителей антологии «Поэзия трубадуров. Поэзия миннезингеров. Поэзия вагантов», выпущенной в 1974 году, и переводчиком произведений трубадуров, составивших первый раздел антологии.
Умерла 2 сентября 1979 года в Москве. Похоронена на Новодевичьем кладбище (автор надгробия — П. Шапиро).
Документы, относящиеся к Дынник-Соколовой, находятся в Личных архивных фондах в государственных хранилищах СССР, в частности в РГАЛИ хранятся её письма, статьи, очерки и стихотворения. Часть архива Валентины Александровны хранилась в Москве у её сестры Татьяны Александровны Дынник.
Валентина Александровна была знакома с Всеволодом Рождественским, который подарил ей одну из своих книг со своим автографом.